# Ormen Lange

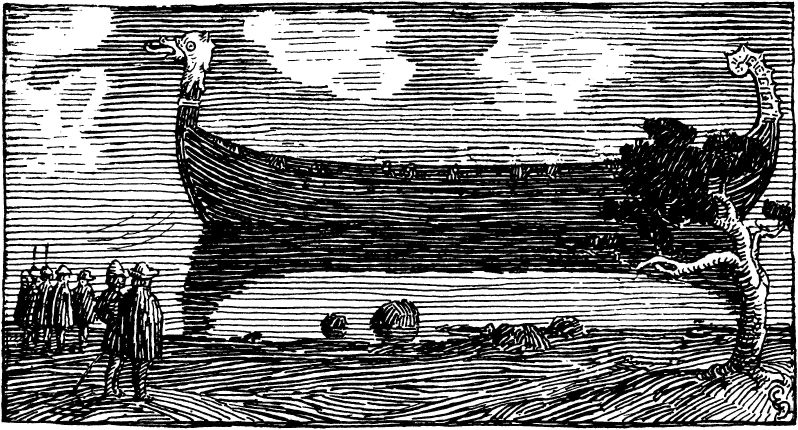
Ormen Lange por Halfdan Egedius

Ormen Lange (Longa Serpente) foi um dos mais famosos dracares viquingues. Foi construído para o rei norueguês Olavo Tryggvason, e era um dos maiores e mais poderosos dracares de sua época.
O navio, segundo relatos, possuía 34 "quartos", ou seja, foi construído com 34 pares de remos, para uma tripulação de 68 remadores (e membros de tripulação adicionais). Extrapolando evidências arqueológicas, isto faria com que Ormen Lange tivesse cerca de 45 metros de comprimento. Os lados do navio eram incomumente altos, "tão alto quanto um Knarr". O navio foi o último a ser tomado na Batalha de Svolder onde Olavo foi morto por uma coalizão de seus inimigos no ano 1000. Sua história é contada em uma balada tradicional feroesa (Kvæði), chamada Ormurin Langi.